# Discografia di J. Cole
La discografia di J. Cole, rapper statunitense, è composta da sei album in studio, un album dal vivo, quattro compilation, tre extended play, quattro mixtape e 58 singoli.

## Album

### Album in studio
| Anno                                                                                          | Titolo e dettagli | Classifiche | Classifiche | Classifiche | Classifiche | Classifiche | Classifiche | Classifiche | Classifiche | Certificazioni                                                            |
| Anno                                                                                          | Titolo e dettagli | USA         | AUS         | CAN         | FRA         | IRE         | NLD         | NZL         | UK          | Certificazioni                                                            |
| --------------------------------------------------------------------------------------------- | --- | ----------- | ----------- | ----------- | ----------- | ----------- | ----------- | ----------- | ----------- | ------------------------------------------------------------------------- |
| 2011                                                                                          | Cole World: The Sideline Story - Pubblicato: 27 settembre 2011 - Etichetta: Roc Nation, Columbia - Formato: CD, LP, download digitale    | 1           | 52          | 4           | —           | 64          | —           | 36          | 25          | - USA: Platino - UK: Oro                                                  |
| 2013                                                                                          | Born Sinner - Pubblicato: 18 giugno 2013 - Etichetta: Dreamville, Roc Nation, Columbia - Formato: CD, LP, download digitale              | 1           | 14          | 2           | —           | 45          | 65          | 11          | 7           | - USA: Platino (3) - CAN: Oro - UK: Oro                                   |
| 2014                                                                                          | 2014 Forest Hills Drive - Pubblicato: 9 dicembre 2014 - Etichetta: Dreamville, Roc Nation, Columbia - Formato: CD, LP, download digitale | 1           | 40          | 3           | —           | 31          | —           | 25          | 27          | - USA: Platino (5) - AUS: Platino - DAN: Platino - UK: Platino - CAN: Oro |
| 2016                                                                                          | 4 Your Eyez Only - Pubblicato: 9 dicembre 2016 - Etichetta: Dreamville, Roc Nation, Interscope - Formato: CD, LP, MC, download digitale  | 1           | 6           | 1           | 127         | 19          | 8           | 10          | 21          | - USA: Platino (2) - UK: Oro                                              |
| 2018                                                                                          | KOD - Pubblicazione: 20 aprile 2018 - Etichetta: Dreamville, Roc Nation, Interscope - Formato: CD, LP, download digitale                 | 1           | 1           | 1           | —           | 1           | 2           | 1           | 2           | - USA: Platino (2) - AUS: Platino - CAN: Oro - UK: Oro                    |
| 2021                                                                                          | The Off-Season - Pubblicazione: 14 maggio 2021 - Etichetta: Dreamville, Roc Nation, Interscope - Formato: CD, LP, download digitale      | 1           | 3           | 1           | 33          | 1           | 1           | 1           | 2           | - USA: Platino - DAN: Oro - UK: Oro                                       |
| "—" significa che l'album non è entrato in classifica o non è stato pubblicato in quel paese. | |             |             |             |             |             |             |             |             |                                                                           |

### Album dal vivo
| Anno | Titolo e dettagli | Classifiche |
| Anno | Titolo e dettagli | USA         |
| ---- | --- | ----------- |
| 2016 | Forest Hills Drive: Live - Pubblicato: 28 gennaio 2016 - Etichetta: Dreamville, Roc Nation, Columbia - Formato: CD, LP, download digitale | 71          |

### Raccolte
| Anno | Titolo e dettagli | Classifiche | Classifiche | Classifiche | Classifiche | Classifiche | Classifiche | Classifiche | Certificazioni |
| Anno | Titolo e dettagli | USA         | AUS         | CAN         | FRA         | NLD         | NZL         | UK          | Certificazioni |
| ---- | --- | ----------- | ----------- | ----------- | ----------- | ----------- | ----------- | ----------- | -------------- |
| 2014 | Revenge of the Dreamers (con Dreamville) - Pubblicato: 28 gennaio 2014 - Etichetta: Dreamville - Formato: download digitale                       | —           | —           | —           | —           | —           | —           | —           |                |
| 2015 | Revenge of the Dreamers II (con Dreamville) - Pubblicato: 8 dicembre 2015 - Etichetta: Dreamville, Interscope - Formato: CD, download digitale    | 29          | —           | —           | —           | —           | —           | —           |                |
| 2019 | Revenge of the Dreamers III (con Dreamville) - Pubblicato: 5 luglio 2019 - Etichetta: Dreamville, Interscope - Formato: CD, LP, download digitale | 1           | 2           | 1           | 126         | 14          | 2           | —           | - USA: Platino |
| 2022 | D-Day: A Gangsta Grillz Mixtape (con Dreamville) - Pubblicato: 31 marzo 2022 - Etichetta: Dreamville, Interscope - Formato: download digitale     | 11          | —           | 27          | —           | —           | 36          | 94          |                |

### Mixtape
| Anno | Titolo e dettagli                                                                                               | Classifiche | Classifiche | Classifiche | Classifiche | Classifiche | Classifiche |
| Anno | Titolo e dettagli                                                                                               | USA         | AUS         | CAN         | NLD         | NZL         | UK          |
| ---- | --- | ----------- | ----------- | ----------- | ----------- | ----------- | ----------- |
| 2007 | The Come Up - Pubblicato: 4 maggio 2007 - Etichetta: By Any Means - Formato: download digitale                  | —           | —           | —           | —           | —           | —           |
| 2009 | The Warm Up - Pubblicato: 15 giugno 2009 - Etichetta: Roc Nation - Formato: download digitale                   | —           | —           | —           | —           | —           | —           |
| 2010 | Friday Night Lights - Pubblicato: 12 novembre 2010 - Etichetta: Roc Nation - Formato: download digitale         | —           | —           | —           | —           | —           | —           |
| 2024 | Might Delete Later - Pubblicato: 5 aprile 2024 - Etichetta: Dreamville, Interscope - Formato: download digitale | 2           | 2           | —           | 8           | 1           | 7           |

### EP
| Anno | Titolo e dettagli                                                                                          |
| ---- | --- |
| 2013 | Truly Yours - Pubblicato: 12 febbraio 2013 - Etichetta: Dreamville - Formato: download digitale            |
| 2013 | Truly Yours 2 - Pubblicato: 30 aprile 2013 - Etichetta: Dreamville - Formato: download digitale            |
| 2020 | Lewis Street - Pubblicato: 22 luglio 2020 - Etichetta: Dreamville, Roc Nation - Formato: download digitale |

## Singoli

### Come artista principale
| Anno                                                                                             | Titolo                                                      | Classifiche | Classifiche | Classifiche | Classifiche | Classifiche | Classifiche | Classifiche | Certificazioni                                                                                       | Album                                              |
| Anno                                                                                             | Titolo                                                      | USA         | AUS         | CAN         | IRE         | NZL         | SWI         | UK          | Certificazioni                                                                                       | Album                                              |
| ------------------------------------------------------------------------------------------------ | ----------------------------------------------------------- | ----------- | ----------- | ----------- | ----------- | ----------- | ----------- | ----------- | --- | -------------------------------------------------- |
| 2009                                                                                             | Lights Please                                               | —           | —           | —           | —           | —           | —           | —           | | Cole World: The Sideline Story Friday Night Lights |
| 2010                                                                                             | Who Dat                                                     | 93          | —           | —           | —           | —           | —           | —           | | Cole World: The Sideline Story                     |
| 2011                                                                                             | Work Out                                                    | 13          | —           | 32          | —           | —           | —           | 158         | - USA: Platino (2) - AUS: Platino (3) - NZL: Platino (4) - UK: Platino - CAN: Oro                    | Cole World: The Sideline Story                     |
| 2011                                                                                             | Can't Get Enough (feat. Trey Songz)                         | 52          | —           | —           | —           | —           | —           | 169         | - USA: Platino - UK: Argento                                                                         | Cole World: The Sideline Story                     |
| 2011                                                                                             | Mr. Nice Watch (feat. Jay-Z)                                | 119         | —           | —           | —           | —           | —           | —           | | Cole World: The Sideline Story                     |
| 2012                                                                                             | Nobody's Perfect (feat. Missy Elliott)                      | 120         | —           | —           | —           | —           | —           | —           | - USA: Oro                                                                                           | Cole World: The Sideline Story                     |
| 2013                                                                                             | Power Trip (feat. Miguel)                                   | 19          | —           | —           | —           | —           | —           | 46          | - USA: Platino - AUS: Oro - UK: Oro                                                                  | Born Sinner                                        |
| 2013                                                                                             | Crooked Smile (feat. TLC)                                   | 27          | —           | —           | —           | —           | —           | 114         | - USA: Platino - UK: Argento                                                                         | Born Sinner                                        |
| 2013                                                                                             | Forbidden Fruit (feat. Kendrick Lamar)                      | —           | —           | —           | —           | —           | —           | —           | | Born Sinner                                        |
| 2013                                                                                             | She Knows (feat. Amber Coffman e Cults)                     | 90          | —           | —           | —           | —           | —           | 68          | - AUS: Platino - UK: Platino                                                                         | Born Sinner                                        |
| 2014                                                                                             | Apparently                                                  | 58          | —           | —           | —           | —           | —           | —           | - USA: Platino (2) - UK: Argento                                                                     | 2014 Forest Hills Drive                            |
| 2015                                                                                             | Wet Dreamz                                                  | 61          | —           | —           | —           | —           | —           | —           | - USA: Platino (4) - AUS: Platino (4) - NZL: Platino (5) - UK: Platino - DEN: Oro                    | 2014 Forest Hills Drive                            |
| 2015                                                                                             | No Role Modelz                                              | 36          | 40          | 62          | —           | 22          | —           | —           | - USA: Platino (6) - AUS: Platino (6) - DEN: Platino - NZL: Platino (8) - UK: Platino (3) - ITA: Oro | 2014 Forest Hills Drive                            |
| 2016                                                                                             | Love Yourz                                                  | —           | —           | —           | —           | —           | —           | —           | - USA: Platino - AUS: Oro - UK: Argento                                                              | 2014 Forest Hills Drive                            |
| 2016                                                                                             | Everybody Dies                                              | 57          | —           | 93          | —           | —           | —           | —           | - USA: Oro                                                                                           | N.D.                                               |
| 2016                                                                                             | False Prophets                                              | 54          | —           | 81          | —           | —           | —           | —           | - USA: Oro                                                                                           | N.D.                                               |
| 2017                                                                                             | Deja Vu                                                     | 7           | 45          | 7           | —           | —           | 46          | 30          | - USA: Platino (3) - AUS: Platino (2) - UK: Oro                                                      | 4 Your Eyez Only                                   |
| 2017                                                                                             | High for Hours                                              | 122         | —           | —           | —           | —           | —           | —           | | N.D.                                               |
| 2017                                                                                             | Neighbors                                                   | 13          | 20          | —           | —           | —           | 96          | 54          | - USA: Platino (4) - AUS: Platino (2) - UK: Argento                                                  | 4 Your Eyez Only                                   |
| 2018                                                                                             | KOD                                                         | 10          | 20          | 12          | 41          | 10          | 42          | 17          | - USA: Platino (3) - CAN: Platino - UK: Oro                                                          | KOD                                                |
| 2018                                                                                             | ATM                                                         | 6           | 32          | 5           | 32          | 20          | 87          | 28          | - USA: Platino (2) - AUS: Oro - CAN: Oro                                                             | KOD                                                |
| 2018                                                                                             | Album of the Year (Freestyle)                               | 87          | —           | 84          | —           | —           | —           | —           | | N.D.                                               |
| 2018                                                                                             | Tribe (con Bas)                                             | 108         | —           | —           | —           | —           | —           | —           | - USA: Platino - UK: Argento                                                                         | Milky Way                                          |
| 2018                                                                                             | Off Deez (con JID)                                          | —           | —           | —           | —           | —           | —           | —           | - USA: Oro                                                                                           | DiCaprio 2                                         |
| 2019                                                                                             | Shea Butter Baby (con Ari Lennox)                           | —           | —           | —           | —           | —           | —           | —           | - USA: Platino                                                                                       | Creed II: The Album Shea Butter Baby               |
| 2019                                                                                             | Middle Child                                                | 4           | 15          | 4           | 3           | 6           | 28          | 9           | - USA: Platino (9) - AUS: Platino (5) - UK: Platino - DEN: Oro - ITA: Oro - NZL: Oro                 | Revenge of the Dreamers III                        |
| 2019                                                                                             | Down Bad (con Dreamville, JID e EarthGang feat. Young Nudy) | 64          | —           | 69          | —           | —           | —           | —           | - USA: Oro                                                                                           | Revenge of the Dreamers III                        |
| 2020                                                                                             | Snow on tha Bluff                                           | 54          | —           | 74          | —           | —           | —           | —           | - USA: Oro                                                                                           | N.D.                                               |
| 2020                                                                                             | The Climb Back                                              | 25          | 39          | 32          | 50          | —           | —           | 77          | - USA: Platino - AUS: Oro                                                                            | Lewis Street The Off-Season                        |
| 2020                                                                                             | Lion King on Ice                                            | 51          | 87          | 59          | 45          | —           | —           | 65          | - USA: Oro                                                                                           | Lewis Street                                       |
| 2021                                                                                             | My Life (con 21 Savage e Morray)                            | 2           | 11          | 8           | 12          | 5           | 34          | 13          | - USA: Platino (2) - AUS: Platino - UK: Argento                                                      | The Off-Season                                     |
| 2021                                                                                             | The Jackie (con Bas feat. Lil Tjay)                         | 78          | —           | 60          | —           | —           | —           | 100         | | [BUMP] Pick Me Up                                  |
| 2021                                                                                             | Your Heart (con Joyner Lucas)                               | 32          | 72          | 34          | 56          | —           | —           | 78          | - USA: Oro                                                                                           | N.D.                                               |
| 2022                                                                                             | Johnny P's Caddy (con Benny the Butcher)                    | 72          | —           | 84          | —           | —           | —           | —           | - USA: Oro                                                                                           | Tana Talk 4                                        |
| 2022                                                                                             | London (con BIA)                                            | 62          | —           | 55          | —           | —           | —           | 130         | | Really Her                                         |
| 2023                                                                                             | On the Street (con J-Hope)                                  | 60          | 83          | 58          | 57          | —           | —           | 37          | | Hope on the Street Vol. 1                          |
| 2023                                                                                             | Passport Bros (con Bas)                                     | —           | —           | —           | —           | —           | —           | —           | | N.D.                                               |
| 2023                                                                                             | The Secret Recipe (con Lil Yachty)                          | 92          | —           | —           | —           | —           | —           | —           | | The Secret Recipe                                  |
| "—" significa che il singolo non è entrato in classifica o non è stato pubblicato in quel paese. |                                                             |             |             |             |             |             |             |             | |                                                    |

### Come artista ospite
| Anno                                                                              | Titolo                                                                   | Classifiche | Classifiche | Classifiche | Classifiche | Classifiche | Classifiche | Classifiche | Album                                      |
| Anno                                                                              | Titolo                                                                   | USA         | AUS         | CAN         | IRE         | NZL         | SWI         | UK          | Album                                      |
| --------------------------------------------------------------------------------- | ------------------------------------------------------------------------ | ----------- | ----------- | ----------- | ----------- | ----------- | ----------- | ----------- | ------------------------------------------ |
| 2010                                                                              | Just Begun (Reflection Eternal feat. J. Cole, Mos Def e Jay Electronica) | —           | —           | —           | —           | —           | —           | —           | Revolutions per Minute                     |
| 2010                                                                              | All I Want Is You (Miguel feat. J. Cole)                                 | 58          | —           | —           | —           | —           | —           | —           | All I Want Is You                          |
| 2010                                                                              | A Star Is Born (Jay-Z feat. J. Cole)                                     | —           | —           | —           | —           | —           | —           | —           | The Blueprint 3                            |
| 2011                                                                              | Feel Love (Sean Garrett feat. J. Cole)                                   | —           | —           | —           | —           | —           | —           | —           | N.D.                                       |
| 2011                                                                              | Bad Girls Club (Wale feat. J. Cole)                                      | —           | —           | —           | —           | —           | —           | —           | N.D.                                       |
| 2011                                                                              | Trouble (Bei Maejor feat. J. Cole)                                       | 113         | —           | —           | —           | —           | —           | —           | N.D.                                       |
| 2011                                                                              | Only Wanna Give It to You (Elle Varner feat. J. Cole)                    | —           | —           | —           | —           |             | —           | —           | Perfectly Imperfect                        |
| 2011                                                                              | Party (Remix) (Beyoncé feat. J. Cole)                                    | —           | —           | —           | —           | —           | —           | —           | N.D.                                       |
| 2012                                                                              | This Time (Melanie Fiona feat. J. Cole)                                  | —           | —           | —           | —           | —           | —           | —           | The MF Life                                |
| 2013                                                                              | Acid Rain (Alexis Jordan feat. J. Cole)                                  | —           | —           | —           | —           | —           | —           | —           | N.D.                                       |
| 2013                                                                              | Cold Blood (Yo Gotti feat. J. Cole e Canei Flinch)                       | —           | —           | —           | —           | —           | —           | —           | I Am                                       |
| 2015                                                                              | Planez (Jeremih feat. J. Cole)                                           | 44          | —           | —           | —           | —           | —           | —           | Late Nights: The Album                     |
| 2015                                                                              | No Sleeep (Janet Jackson feat. J. Cole)                                  | 63          | —           | —           | —           | —           | —           | —           | Unbreakable                                |
| 2016                                                                              | Night Job (Bas feat. J. Cole)                                            | —           | —           | —           | —           | —           | —           | —           | Too High to Riot                           |
| 2016                                                                              | Can't Call It (Spillage Village feat. EarthGang, JID, J. Cole e Bas)     | —           | —           | —           | —           | —           | —           | —           | Bears Like This Too Much                   |
| 2018                                                                              | Boblo Boat (Royce da 5'9" feat. J. Cole)                                 | —           | —           | —           | —           | —           | —           | —           | Book of Ryan                               |
| 2018                                                                              | Come Through and Chill (Miguel feat. J. Cole)                            | 101         | —           | —           | —           | —           | —           | —           | War & Leisure                              |
| 2018                                                                              | Soujorner (Rapsody feat. J. Cole)                                        | —           | —           | —           | —           | —           | —           | —           | 9th Wonder Presents: Jamla Is the Squad II |
| 2019                                                                              | A Lot (21 Savage feat. J. Cole)                                          | 12          | 61          | 21          | 25          | 26          | 79          | 29          | I Am > I Was                               |
| 2019                                                                              | How Did I Get Here (Offset feat. J. Cole)                                | 65          | —           | 72          | —           | —           | —           | —           | Father of 4                                |
| 2019                                                                              | Purple Emoji (Ty Dolla Sign feat. J. Cole)                               | 111         | —           | —           | —           | —           | —           | —           | N.D.                                       |
| 2019                                                                              | The London (Young Thug feat. J. Cole e Travis Scott)                     | 12          | 17          | 6           | 19          | 8           | 20          | 18          | So Much Fun                                |
| 2019                                                                              | Family and Loyalty (Gang Starr feat. J. Cole)                            | —           | —           | —           | —           | —           | —           | —           | One of the Best Yet                        |
| 2021                                                                              | Poke It Out (Wale feat. Drake)                                           | 79          | —           | —           | —           | —           | —           | —           | Folarin II                                 |
| 2022                                                                              | Scared Money (YG feat. J. Cole e Moneybagg Yo)                           | 73          | —           | 75          | —           | —           | —           | —           | I Got Issues                               |
| 2023                                                                              | All My Life (Lil Durk feat. J. Cole)                                     | 2           | 9           | 8           | 22          | 10          | 69          | 14          | Almost Healed                              |
| 2023                                                                              | There I Go (Gucci Mane feat. J. Cole e Mike Will Made It)                | 94          | —           | —           | —           | —           | —           | —           | Breath of Fresh Air                        |
| 2023                                                                              | First Person Shooter (Drake feat. J. Cole)                               | 1           | 4           | 2           | 7           | 5           | 10          | 4           | For All the Dogs                           |
| "—" denotes a recording that did not chart or was not released in that territory. |                                                                          |             |             |             |             |             |             |             |                                            |

### Singoli promozionali
| Anno                                                                              | Titolo       | Classifiche | Classifiche | Classifiche | Classifiche | Classifiche | Classifiche | Classifiche | Certificazioni            | Album          |
| Anno                                                                              | Titolo       | USA         | AUS         | CAN         | IRE         | NZL         | SWI         | UK          | Certificazioni            | Album          |
| --------------------------------------------------------------------------------- | ------------ | ----------- | ----------- | ----------- | ----------- | ----------- | ----------- | ----------- | ------------------------- | -------------- |
| 2012                                                                              | Miss America | 120         | —           | —           | —           | —           | —           | —           |                           | Born Sinner    |
| 2021                                                                              | Interlude    | 8           | 20          | 16          | 18          | 7           | 56          | 25          | - USA: Platino - AUS: Oro | The Off-Season |
| "—" denotes a recording that did not chart or was not released in that territory. |              |             |             |             |             |             |             |             |                           |                |